# Остап Вишня
Оста́п Ви́шня (настоящее имя — Павел Михайлович Губенко, 1 [13] ноября 1889, Чечва, Полтавская губерния — 28 сентября 1956, Киев) — украинский писатель, юморист и сатирик. Узник сталинских лагерей (1933—1943).

## Биография
Родился 1 (13) ноября 1889 года на хуторе Чечва близ села Грунь Зеньковского уезда Полтавской губернии (ныне Ахтырский район Сумской области) в многодетной (17 детей) крестьянской семье. Один из братьев Остапа Вишни, Василий Губенко, также стал писателем-юмористом и получил известность по псевдониму Василь Чечвянский, взятому в честь хутора Чечва. Его сестра Екатерина Доценко в будущем стала заслуженным учителем Украины и преподавала украинский язык и литературу в Харькове.
Сам Павел, до того, как прославиться под именем «Остап Вишня», использовал также псевдоним Грунский по городу Грунь.
Окончил начальную, затем двухклассную школу в Зенькове. Продолжил обучение в военно-фельдшерской школе в Киеве, после окончания которой (1907) работал фельдшером, сначала в армии, а со временем — в хирургическом отделе больницы Юго-Западных железных дорог. Однако Павел не хотел посвятить себя медицине, и потому, работая в больнице, занимался самообразованием. В 1917 году, сдав экстерном выпускные гимназические экзамены, поступил в Киевский университет, однако вскоре оставил обучение и полностью посвятил себя журналистской и литературной работе. Университет не окончил в связи с Гражданской войной[уточнить].
С 1918 — мобилизован в медицинскую часть армии УНР. Сделал быструю карьеру — в плен к большевикам попал в 1919 году в ранге начальника санитарного управления Министерства железных дорог УНР. В его распоряжении были все железнодорожные госпитали, в которых лежали больные офицеры и воины Галицкой армии, действующей армии УНР.
Первое напечатанное сочинение Остапа Вишни — «Демократические реформы Деникина» — увидело свет 2 ноября 1919 года в газете «Народная воля» под псевдонимом «П. Грунский».
В этой же газете было напечатано ещё несколько фельетонов молодого писателя, а с апреля 1921 года, когда он стал работником республиканской газеты «Известия ВУЦИК», начался период его активной творческой деятельности и систематических выступлений в прессе. Псевдоним «Остап Вишня» впервые появился 22 июля 1921 года в «Крестьянской правде» под фельетоном «Чудак, ей-богу!»
Вишня высмеивал слабости: свои, своих земляков, считая, как и Гоголь, что «у кого уже не хватает духа посмеяться над своими собственными недостатками, лучше тому век не смеяться». Особенно активно Вишня высмеивал слабость инстинктов гражданского и национального единства, их инертность, анахроничные черты в психологии и мышлении, перегибы «украинизации».

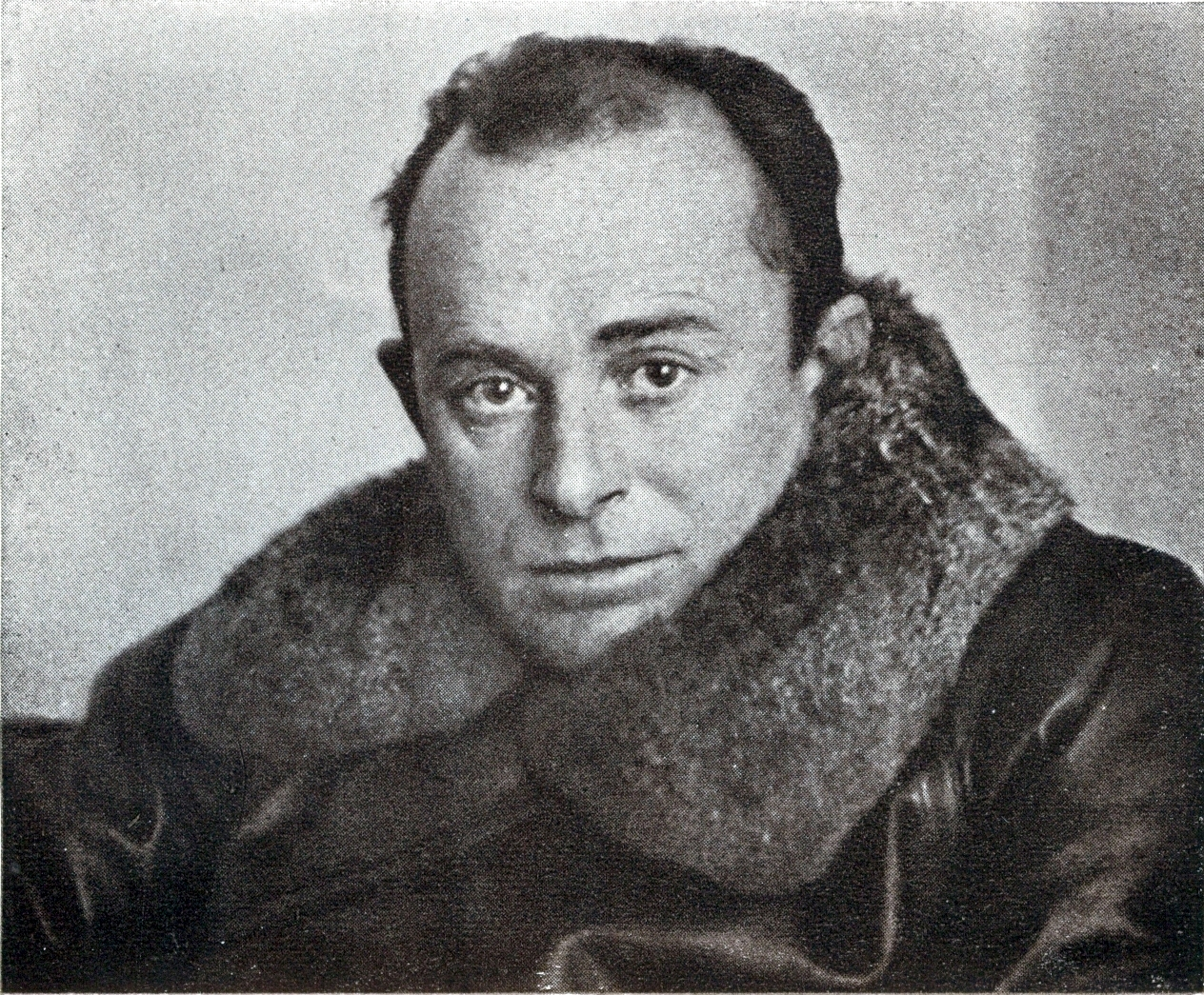
Остап Вишня в 1928 году

В процессе вдохновенной работы родился и развился созданный Остапом Вишней новый жанр — усмешка (укр. усмішка) — разновидность фельетона и юморески. Ввёл этот термин сам Остап Вишня. Позднее он писал: «Хоть „фельетон“ уже и завоевал у нас право на существование, но, на мой взгляд, слово „усмешка“ … от фельетона». Автор «Вишнёвых усмешек» осваивает и дальше развивает традиции отечественной и мировой литературы и народного творчества, прежде всего традиции классиков (Гоголя и Шевченко, Салтыкова-Щедрина и Франко, Мартовича и Чехова). Жанру свойственная народная непосредственность и простота, но вместе с тем это тонкое, художественно совершенное произведение.
В 1933 году был репрессирован по ложному обвинению в покушении на бывшего секретаря ЦК КП(б)У П. П. Постышева. 7 декабря 1933 года в Харькове арестован и 23 февраля 1934 года приговорён к расстрелу, который 3 марта 1934 года был заменён лишением свободы сроком на 10 лет в исправительно-трудовых лагерях. Из Харьковского исправдома его взяли в дальний этап и в вагонзаке к 11 апреля 1934 года доставили в Котласский пересыльный пункт Ухтпечлага. А через неделю он этапом прибыл в гулаговский «Город Чибью».
Через некоторое время жена Остапа Вишни Варвара Алексеевна Маслюченко через супругу Максима Горького добилась права жить рядом с мужем. Она поселилась в маленьком городке возле лагеря на Кольском полуострове. Но видеться с мужем практически не могла, чаще это была переписка.
1 февраля 1935 года Павла Михайловича Губенко взяли на этап. По распоряжению ГУЛАГа его перевели в Кедровый шор Печорского лаготделения. Там он работал фельдшером геологической партии. Через полгода снова отправили на этап. Погрузили на пароход «Шахтёр» Ухтпечлага и перевезли в каменноугольный рудник Еджыд Кырта.
В 1938 году переписка прервалась на целых пять лет из-за госпитализации Вишни в связи с обострением язвы желудка, которой он болел с молодости. В 1937 году брат Остапа Вишни Василий Михайлович Чечвянский был арестован и расстрелян. Вернулся к литературной деятельности Остап Вишня только в 1943 году.
В 1944 году проживал в городе Раненбург, где Варвара Маслюченко заведовала фронтовым театром. Там он написал известный рассказ «Зенітка» (1944), который вернул ему популярность. Вишня разоблачал деятельность украинских националистов-бандеровцев (например в рассказах «Самостійна дірка», «Чухраїнці»).
В течение последних 10 лет жизни О. Вишня работал в редакции украинского сатирического журнала «Перець». Также сотрудничал с газетой «Радянська Україна».
В 1955 году Остапа Вишню (и его брата — писателя Василя Чечвянского — посмертно) реабилитировали. Вишня после реабилитации вернулся в Киев. Умер Остап Вишня от сердечного приступа в 1956 году.
О. Вишня писал и драматические произведения, основные из них — «Запорожець за Дунаєм» (1930), «Вячеслав» (1930—1931). Перу Остапа Вишни принадлежат переводы на украинский язык произведений Гоголя, Чехова, многих советских писателей, Марка Твена, О. Генри, Я. Неруды и Я. Гашека. Сочинения Остапа Вишни переведены на многие языки народов СССР и иностранные языки.

Показательны высказывание писателя о себе самом: 
Только правда была поводырем в моей жизни. Я никогда не предавал правды.
 а также слова Ф. Макивчука про Остапа Вишню: 
Талант плюс исключительный языковой слух и высокое творческое напряжение — вот те три кита, которые так высоко вознесли Остапа Вишню.

## Издания на русском языке
- Избранные произведения в 3-х томах. М.: Правда, 1967.
- Избранное. Киев, 1951
- Избранное. М., 1955
- Избранное. М., 1958
- Рассказы. 1926
- Вишневые усмешки, крымские. Харьков, 1927
- Моя автобиография. Харьков, 1927
- Туристы. Л., 1927
- Украинский юмор. Л., 1927
- Ярмарка. Л., 1927
- Украинизуемся. Л., 1928
- Улыбки Вишни. Харьков, 1929
- Рассказы и фельетоны. М., 1953
- Юмористические рассказы. М., 1953
- Дикий гусь. Пер. Е. Весенина. М., 1954
- Юмористические рассказы. М., 1955
- Охотничьи усмешки. М., 1957
- Послушайте старика. Пер. Е. Весенина. М., 1957
- Ни пуха вам, ни пера. Пер. Е. Весенина. М., 1958
- Думы мои, думы мои. Пер. Е. Весенина. М., 1959
- Юморески. М., 1961
- Страшный суд. Пер. Е. Весенина. М., 1964
- Юмористические рассказы. М., 1964
- Вот так и пишу. М., 1984
- Улица Ульяновых. Киев, 1987

## Память
- В 1991 году на киностудии имени Александра Довженко снят фильм «Из жития Остапа Вишни» о лагерном периоде жизни писателя и его верной жене, режиссёр Я. Ланчак. Роль писателя исполнил Богдан Ступка.
- Именем Остапа Вишни названы улицы в ряде населённых пунктов Украины, в том числе в Киеве, Николаеве, Днепре, Луганске, Полтаве, Харькове, Сумах, Хмельницком, Одессе, Чернигове и др[10]
- В 2016 году улица Д. Бедного в Бердянске переименована в улицу Остапа Вишни[11].